# موريس باول ديلورم
موريس باول ديلورم (بالفرنسية: Maurice Delorme)‏ هو كاهن كاثوليكي فرنسي، ولد في 20 نوفمبر 1919 في ليون في فرنسا، وتوفي بنفس المكان في 27 ديسمبر 2012.